# Pravá Slovenská národná strana
Pravá Slovenská národná strana (PSNS) (česky: Pravá Slovenská národní strana) byla politická strana na Slovensku. Vznikla 2. října 2001 a zanikla 4. dubna 2005 sloučením se Slovenskou národní stranou (SNS).

## Historie
Strana vznikla jako reakce na vnitřní spory v Slovenské národní straně (SNS). Tehdejší předsedkyně SNS Anna Malíková (dnes Belousovová) nedovolila stoupencům bývalého předsedy Jána Sloty kandidovat v nadcházejících parlamentních volbách. Jako přímá reakce na toto rozhodnutí založila skupina kolem Jána Sloty Pravou Slovenskou národní stranu, aby mohli v parlamentních volbách v roce 2002 kandidovat. Na zakládajícím kongresu 6. října 2001 byl jednomyslně zvolen předsedou Ján Slota. Toto rozdělení na SNS a Pravou SNS zapříčinilo neúčast národních sil v parlamentu v letech 2002 až 2006, do té doby byla SNS tradičně zastoupena v parlamentu již od roku 1990.
Jelikož byla SNS do roku 2002 zastoupena v parlamentu, vznikla situace, kdy zde obě strany působily vedle sebe, i když bez poslaneckých klubů. Tato situace teoreticky umožnila vládnout druhé vládě Mikuláše Dzurindy ve volebním období 2002 až 2006, i když se strana pokoušela zviditelnit i za cenu předkládání populistických návrhů.
Obě strany se znovu sjednotily 4. dubna 2005 pod názvem SNS, předsedou strany se opět stal Ján Slota. Předsedou byl zvolen již 31. května 2003 během tzv. slučovacího sněmu v Žilině.
V následných parlamentních volbách v roce 2006 získala SNS 11,73% a opět získala křesla v parlamentu.

## Volby
V parlamentních volbách v roce 2002 strana získala 3,7% hlasů, a tedy žádný mandát. Společně se SNS strany získaly kolem 6,9 procenta, což by překonalo potřebnou hranici 5% na vstup do NR SR.